# Энергетика Ирана

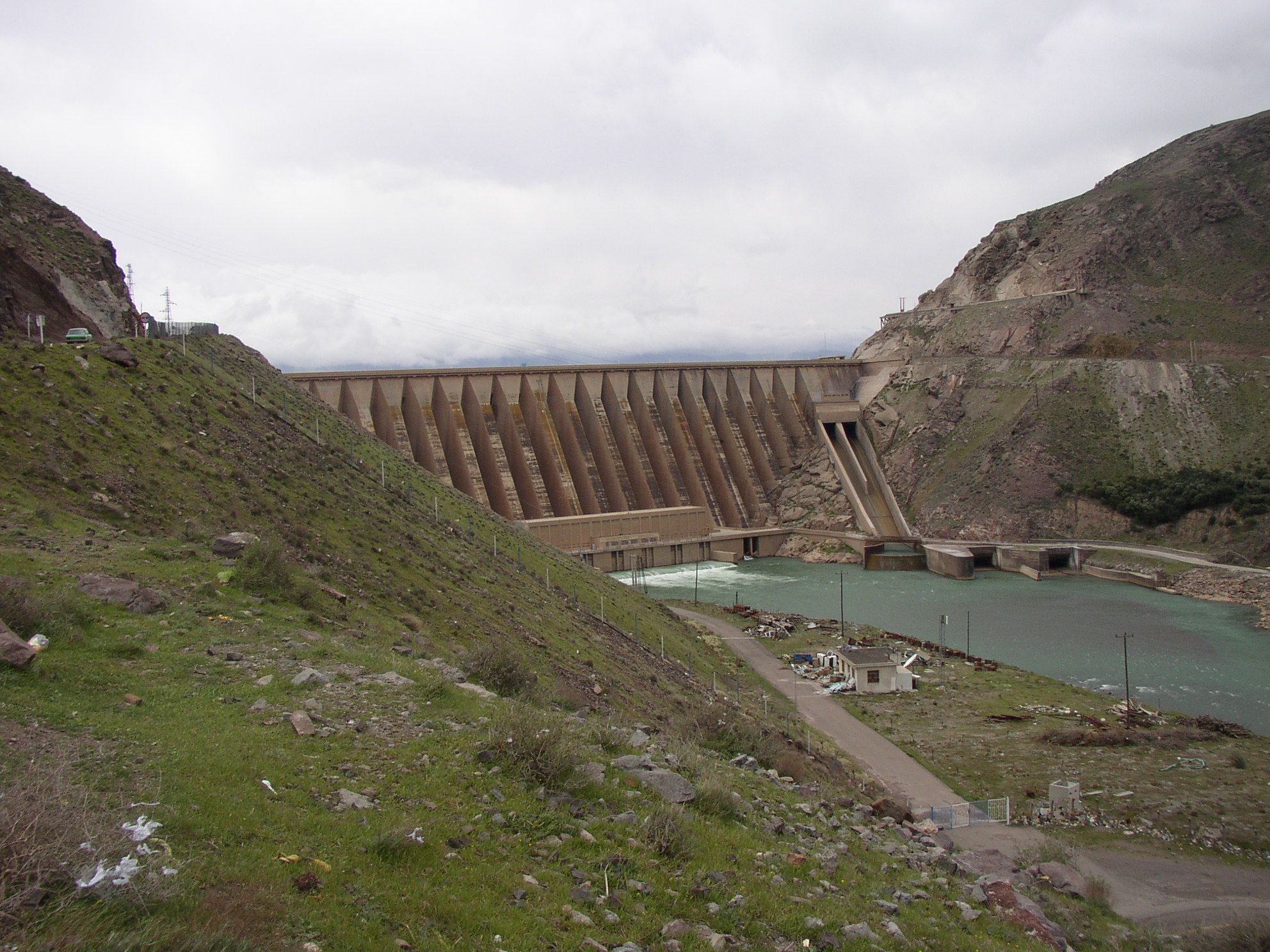
Гидроэлектростанция Манджил в Гиляне

Энергетический комплекс Ирана позволяет ежегодно вырабатывать 33 000 мегаватт электроэнергии (2004). 75 % от этого количества дает природный газ, 18 % — нефть, 7 % — гидроэлектростанции. В 2004 в стране начали работать ветровые и геотермальные электростанции. В 2009 и 2010 планируется начало использование соответственно солнечной и атомной энергии.
Иран располагает 10 % доказанных мировых запасов нефти и находится на втором месте после России по запасам природного газа (15 %). Большая часть нефте-газоносных провинций располагается в провинциях Хузестан и Бушир, а также на шельфах Персидского залива и в Хорасане. Несмотря на это, только в 2005 Иран потратил $4 млрд долларов на импорт светлых нефтепродуктов из-за нехватки нефтеперерабатывающих мощностей в стране.
Постоянный демографический рост привёл и к стабильному ежегодному (8 %) росту потребности в энергии. К 2010 планируется довести уровень установленных мощностей до 53 тысяч мегаватт, из которых 6000 МВт должна давать атомная энергия.3 сентября 2011 года в 23:29 АЭС «Бушер» была подключена к национальной энергосистеме. Энергетический пуск АЭС Бушер состоялся 12 сентября 2011 года.
Обмен электричеством ведётся со всеми граничащими с Ираном странами, в том числе Арменией (в обмен на поставки газа по трубопроводу Иран — Армения), кроме Ирака.
В декабре 2024 года в стране разразился крупнейший энергетический кризис. Из-за нехватки газа были отключены 17 электростанций. Начались масштабные отключения электричества по всей стране. По состоянию на март 2025 года кризис продолжается.

## Электроэнергетика Ирана

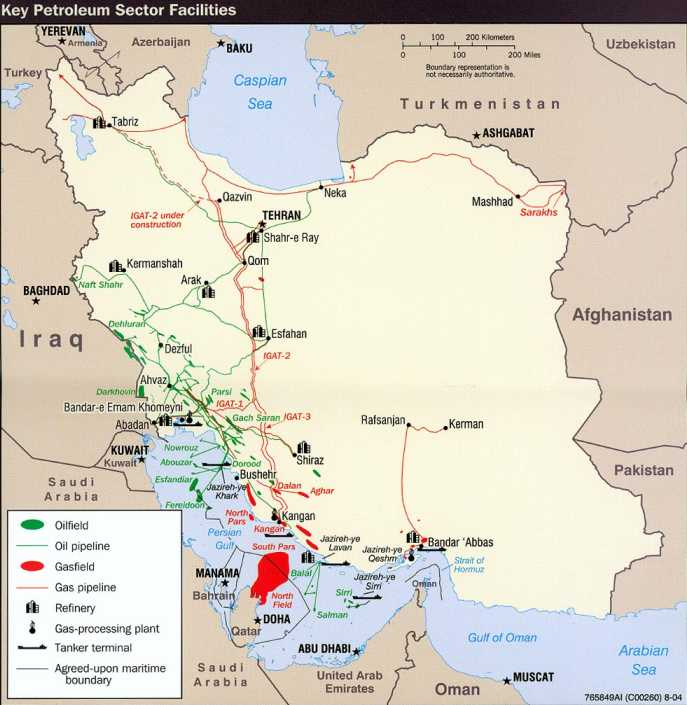
Ключевые объекты нефтяного сектора (карта ЦРУ США, 2004 год)

Государственная компания «Таванир» при министерстве энергетики Ирана занимается обеспечением работы электросетей Ирана.

##### Бартер с Арменией (газ — электроэнергия)
Иран импортирует электроэнергию из Армении, за каждые 3 кВт*ч электроэнергии Иран предоставляет 1 кубометр газа (около 365 млн м3 природного газа в год).

##### Бартер с Туркменией (своп газа)
Иран ежегодно импортирует из Туркмении 1,5-2 млрд кубометров газа для внутренних нужд. Те же объёмы Иран экспортирует в Азербайджан.

## Статистика
Электроэнергия:
- производство: 170,4 млрд кВт·ч (2005)
- потребление: 136.2 млрд кВт·ч (2005)
- экспорт: 2,761 млрд кВт·ч (2005)
- импорт: 2,074 млрд кВт·ч (2005)

Электроэнергия — производство по источникам:
- тепловые: 93 % (75 % природный газ, 18 % нефть) (2006)
- гидро: 7 % (2006)
- другие: 0 % (2006)
- Iran’s Nuclear Program: 0 % (2009)

Нефть:
- Добыча: 3,979 млн баррелей в день (2005)
- Потребление: 1,51 млн баррелей в день (2004)
- Экспорт: 2,5 млн баррелей в день (2004)
- Импорт: —
- Доказанные запасы: 132,5 млрд баррелей (2006)

Газ:
- Добыча: 83,9 млрд м³ (2004)
- Потребление: 85,54 млрд м³ (2004)
- Экспорт: 3,56 млрд м³ (2004)
- Импорт: 5,2 млрд м³ (2004)
- Доказанные запасы: 26,62 трлн м³ (2005)